# فردیناند آوت
فردیناند آوت (انگلیسی: Ferdinand Auth؛ ۲۶ اوت ۱۹۱۴ – ۲۷ دسامبر ۱۹۹۵) یک سیاست‌مدار اهل آلمان بود. 